# Jeannie Ebner
Jeannie Ebner (Sydney, Austràlia, 17 de novembre del 1918 - Viena, 16 de març del 2004) va ser una escriptora, traductora i redactora austríaca. El crític Hans Weigel va suportar la seva carrera literària després de la Segona Guerra Mundial. Des del 1950, Jeannie Ebner treballà com a traductora de l'anglès i autora. Entre el 1968 i el 1978 fou editora en cap de la revista literària Literatur und Kritik. Escriví poesia i prosa narrativa i va ser membre de les associacions d'escriptors austríaques IG Autorinnen Autoren i P.E.N.

## Premis
- 1955 Förderpreis des Theodor-Körner-Stiftungsfonds
- 1961 Literaturförderpreis der Stadt Wien
- 1962 Robert-Musil-Preis
- 1962 Willibald-Pirckheimer-Medaille
- 1970 Adalbert-Stifter-Medaille
- 1971 Literaturpreis der Stadt Wien
- 1972 Kulturpreis des Landes Niederösterreich für Literatur
- 1993 Österreichischer Würdigungspreis für Literatur
- 1994 Großes Goldenes Ehrenzeichen für Verdienste um das Bundesland Niederösterreich

## Obra
- Gesang an das Heute, Viena 1952
- Sie warten auf Antwort, Viena [u. a.] 1954
- Die Wildnis früher Sommer, Viena [u. a.] 1958
- Der Königstiger, Gütersloh 1959
- Die Götter reden nicht, Gütersloh 1961
- Im Schatten der Göttin, Graz [u. a.] 1963
- Figuren in Schwarz und Weiß, Gütersloh 1964
- Gedichte, Gütersloh 1965
- Prosadichtungen, Salzburg 1973
- Protokoll aus einem Zwischenreich, Graz [u. a.] 1975
- Gedichte und Meditationen, Baden bei Wien
  - 1 (1978)
  - 2 (1987)
- Sag ich, Köln 1978
- Erfrorene Rosen, Graz [u. a.] 1979
- Drei Flötentöne, Graz [u. a.] 1981
- Aktäon, Graz [u. a.] 1983
- Das Bild der beiden Schwestern, Leipzig 1984
- Papierschiffchen treiben, Graz [u. a.] 1987
- Gesammelte Gedichte, Wiener Neustadt 1988
- … und hat sein Geheimnis bewahrt, Graz [u. a.] 1991
- Zauberer und Verzauberte, Graz [u. a.] 1992
- Der Genauigkeit zuliebe, Graz [u. a.] 1993
- Leichtfüßig, Viena 1993
- Sämtliche Gedichte, Wiener Neustadt 1993
- Flucht- und Wanderwege, St. Pölten 1998
- Die neue Penelope, Graz [u. a.] 1998
- Jeannie Ebner, St. Pölten 2005